# خط طول 136° شرق
خط طول 136° شرق هو أحد خطوط الطول الجغرافية، والتي تمتد من القطب الشمالي الجغرافي إلى القطب الجنوبي الجغرافي، وحسب التحويل الزمني يتقدم خط طول 136° شرق عن خط غرينتش بـ9 ساعات و4 دقائق.

## من القطب إلى القطب
ينطلق خط طول 136° شرق من القطب الشمالي نحو القطب الجنوبي مرورا بالمناطق التي ترد في الجدول التالي:
| الإحداثيات                           | البلد أو الإقليم أو البحر | ملاحظات |
| ------------------------------------ | ------------------------- | --- |
| 90°0′N 136°0′E / 90.000°N 136.000°E  | المحيط المتجمد الشمالي    | |
| 76°33′N 136°0′E / 76.550°N 136.000°E | بحر لابتيف                | |
| 75°40′N 136°0′E / 75.667°N 136.000°E | روسيا                     | ياقوتيا — جزيرة بلكوفسكي [لغات أخرى]‏, جزر سيبيريا الجديدة |
| 75°24′N 136°0′E / 75.400°N 136.000°E | بحر لابتيف                | |
| 74°6′N 136°0′E / 74.100°N 136.000°E  | روسيا                     | ياقوتيا — Stolbovoy Island، جزر سيبيريا الجديدة |
| 73°59′N 136°0′E / 73.983°N 136.000°E | بحر لابتيف                | |
| 71°37′N 136°0′E / 71.617°N 136.000°E | روسيا                     | ياقوتيا خاباروفسك كراي — من 59°28′N 136°0′E / 59.467°N 136.000°E |
| 55°15′N 136°0′E / 55.250°N 136.000°E | بحر أوخوتسك               | |
| 54°34′N 136°0′E / 54.567°N 136.000°E | روسيا                     | خاباروفسك كراي بريمورسكي كراي — من 46°53′N 136°0′E / 46.883°N 136.000°E |
| 44°26′N 136°0′E / 44.433°N 136.000°E | بحر اليابان               | |
| 36°1′N 136°0′E / 36.017°N 136.000°E  | اليابان                   | جزيرة هونشو — فوكوي (محافظة) — شيغا (محافظة) — من 35°29′N 136°0′E / 35.483°N 136.000°E — كيوتو (محافظة) — من 34°51′N 136°0′E / 34.850°N 136.000°E — نارا (محافظة) — من 34°43′N 136°0′E / 34.717°N 136.000°E — واكاياما (محافظة) — من 34°0′N 136°0′E / 34.000°N 136.000°E — ميه (محافظة) — من 33°57′N 136°0′E / 33.950°N 136.000°E — Wakayama Prefecture — من 33°44′N 136°0′E / 33.733°N 136.000°E |
| 33°42′N 136°0′E / 33.700°N 136.000°E | المحيط الهادئ             | |
| 0°50′S 136°0′E / 0.833°S 136.000°E   | إندونيسيا                 | جزيرة جزيرة بياك |
| 1°10′S 136°0′E / 1.167°S 136.000°E   | المحيط الهادئ             | |
| 1°39′S 136°0′E / 1.650°S 136.000°E   | إندونيسيا                 | جزيرة جزيرة يابن |
| 1°49′S 136°0′E / 1.817°S 136.000°E   | Cenderawasih Bay          | |
| 2°44′S 136°0′E / 2.733°S 136.000°E   | إندونيسيا                 | جزيرة غينيا الجديدة |
| 4°32′S 136°0′E / 4.533°S 136.000°E   | بحر آرافورا               | |
| 11°39′S 136°0′E / 11.650°S 136.000°E | أستراليا                  | إقليم شمالي (أستراليا) — Drysdale Island و mainland |
| 13°50′S 136°0′E / 13.833°S 136.000°E | خليج كاربنتاريا           | |
| 15°18′S 136°0′E / 15.300°S 136.000°E | أستراليا                  | إقليم شمالي (أستراليا) جنوب أستراليا — من 26°0′S 136°0′E / 26.000°S 136.000°E |
| 34°59′S 136°0′E / 34.983°S 136.000°E | المحيط الهندي             | Australian authorities consider this to be part of the المحيط الجنوبي[1][2] |
| 60°0′S 136°0′E / 60.000°S 136.000°E  | المحيط الجنوبي            | |
| 66°7′S 136°0′E / 66.117°S 136.000°E  | القارة القطبية الجنوبية   | الإقليم الأسترالي في القارة القطبية الجنوبية، المطالب الإقليمية بالقارة القطبية الجنوبية by أستراليا |